# Aristobia reticulator
Aristobia reticulator es una especie de escarabajo longicornio del género Aristobia, subfamilia Lamiinae. Fue descrita científicamente por Fabricius en 1781.
Se distribuye por Bangladés, China, India, Laos, Birmania, Nepal, Tailandia y Vietnam. Mide 22-33,75 milímetros de longitud. El período de vuelo ocurre en los meses de junio, julio, agosto, octubre, noviembre y diciembre.